# Acalypha hutchinsonii
Acalypha hutchinsonii é uma espécie de flor do gênero Acalypha, pertencente à família Euphorbiaceae.